# 고노시마소토정
고노시마소토정(神島外町)은 일본 오카야마현 오다군에 설치되었던 정이다. 현재의 가사오카시의 일부에 해당한다.